# ブロード (織物)
ブロードとは、元々は羊毛でできた目の詰んだ織布で綿織物・毛織物のこと。今のブロードは絹、綿、ポリエステルでできていることもあるが、本来は羊毛100％のものに限られる。緻密に織られているため、高い強度を持つ。英名はポプリン。
ブロードは中世イングランドのいくつかの地域で作られてきた。原料は羊毛の短繊維であり、カード機で紡績された紡績糸を、幅広の織機で1.75ヤード（1.37メートル）幅に織られ、水車を使ったミルで縮絨される。縮絨によってフェルトとなり、表面が滑らかになる。

## 製造の歴史
西暦1500年前後、イングランドのいくつかの地域でブロードが作られた。イースト・アングリアのエセックスやサフォーク、南西イングランド地域にある紡績地区（グロスターシャー、ウィルトシャー、サマセット、他の地域が含まれることもある）、ウスター、コヴェントリー、ケントのクランブルック他の地域である。
これらはイングランド最高の品質とされ、ロンドン冒険商人会社（en:Company of Merchant Adventurers of London）の商人によって、「白布（無染色の布）」としてアントウェルペンに大量に輸出された。それらはフランドルで染色され、最終的には主として北部ヨーロッパに売られた。多くは短物（24ヤード＝22メートル）あるいは長物（30ヤード＝27メートル）として取引された。
ウスターで作られたブロードの原料は、レミンスターウールと呼ばれるもので、ウェールズとの境界付近にあるヘレフォードシア、シュロップシャー産である。あるいはコッツウォルズ産であった。いずれの地区も、比較的条件が悪い牧草地であり、そのために（おそらく品種改良の助けもあって）羊毛採取に適した羊を育てることができた。
イングランドのブロードの輸出は16世紀に最高潮に達し、いくつかの地方では、ブロード以外の布（主に手触りに特色があるもの）も作られるようになった。しかし1610年代半ばのウィリアム・コケーン卿の失策をきっかけとして衰退が始まり、17世紀には下降の一途をたどった。
それでもウスターはブロード白物の産地の地位を保った。その他の地域、例えばラドローやコッツウォルズ各地ではウスター産に似せたブロードが作られ始め、それらも「ウスター」として売られるようになった。それらの市場も、18世紀にトルコに工場を持つレヴァント社の取引がフランスの競合会社の妨害を受けたこともあって、衰退した。これを機会に、イギリスのブロード生産の重要性は失われた。